# Gyantse
Gyantse  (en tibetano, རྒྱལ་རྩེ་ ; wylie, rgyal rtse, pinyin tibetano, Gyangzê ; en chino, 江孜镇; pinyin, Jīangzǐ) es el poblado sede del Condado de Gyantse de la  Prefectura Shigatse ubicado al sur de la Región autónoma del Tíbet, en la República Popular China.
La ciudad está a 3 977 metros sobre el nivel del mar y a 254 km al suroeste de Lhasa, en el fértil valle del río Yarlung Tsangpo. Su área es de 51 km² y su población total para 2010 superó los 11 mil habitantes.

## Administración
El poblado Gyantse se divide en 6 aldeas que se administran en 3 comités de barrio para la zona urbana y 3 comités de aldeas para la zona rural:
- Comité de Barrio Zongdui (宗堆居委会)
- Comité de Barrio Laze (拉则居委会)
- Comité de Barrio Jiari Jiao (加日郊居委会)
- Comité de Aldea Gawu (嘎吾村)
- Comité de Aldea Jiang'ga (江嘎村)
- Comité de Aldea Giacai Dong (恰才栋村)

## Historia

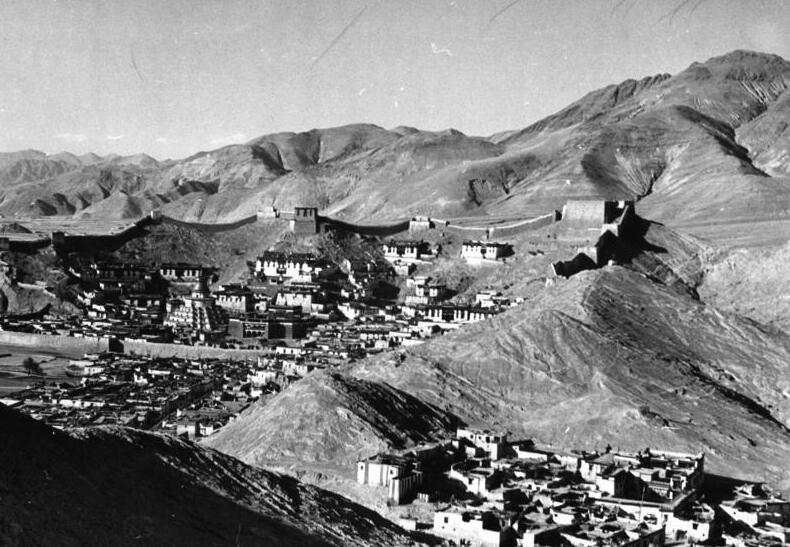
El monasterio, todavía dotado de todos sus edificios, detrás su recinto (1938).

Gyantse, palabra tibetana para "cumbre de la victoria" debido a una colina donde se erigía un castillo, ha sido epicentro de la historia contemporánea china. En los siglos XIV y XV, Gyantse fue un feudo ligado a la escuela Sakyapa. Un dzong reemplazó, hacia 1365, un castillo edificado en la época de la dinastía Yarlung y que englobaba el conjunto de la ciudad entre sus murallas. En 1390, se construyó un gran templo (tsglag khang) en las proximidades.
La ciudad entró en declive a partir de finales del siglo XV, pero no cesó su actividad maderera y lanera entre la India y el Tíbet.
La fortaleza sufrió los asaltos de los invasores nepalíes.
La ciudad es apodada la «ciudad heroica» porque en 1904, 500 soldados tibetanos mantuvieron la fortaleza varios días antes ser derrotados por las fuerzas británicas durante la expedición británica al Tíbet (1903-1904) dirigida por Francis Younghusband.
Como consecuencia de la firma del tratado desigual del Tratado de Lhasa en 1904 (enmendado por el tratado de Pekín (1906), Gyantse se convirtió, con Yatung y Gartok, en uno de los tres corredores británicos en el Tíbet. Hasta que en 1947, un agente comercial británico (trade agent) residió bajo la supervisión del agente político británico en Sikkim. Se estableció una guarnición británica y Gran Bretaña abrió una escuela militar para formar a los oficiales tibetanos. El décimo tercero dalái lama envió tropas para que se familiarizan con los métodos ingleses. Los británicos abrieron también un dispensario médico.
En 1923, el décimo tercero dalái lama estableció la primera escuela inglesa de Gyantse, pero se tuvo que cerrar en 1926, según Jérôme Edou y René Vernadet, por la oposición de los monasterios, o, según Yangdon Dhondup, por las facciones conservadoras monásticas.
La exploradora Léa Lafugie informó que se cruzó en la ciudad en los años 1930, con prisioneros con los tobillos trabados con pesadas barras de hierro que les obligaban a caminar con las piernas separadas. Soltados al amanecer y aprisionados al atardecer, mendigaban comida, ya que la administración penitenciaria no les proveía de alimentos.
En 1954, la ciudad fue afectada gravemente por inundaciones.
Después del alzamiento tibetano de 1959, las industrias locales fueron desmanteladas y los artífices huyeron, mientras que los demás fueron confinados en campos de trabajos forzosos. Aproximadamente 400 monjes y laicos fueron encarcelados en el monasterio.
Durante la revolución cultural la fortaleza, el monasterio y el Kumbum fueron saqueados, los objetos preciosos fueron destruidos o enviados al este del país. Afortunadamente, se salvó el chörten.

## Población
Gyantse fue antaño la tercera ciudad más poblada del Tíbet, después de Lahsa y Shigatse, antes de ser superada por Chamdo. En la actualidad hay al menos diez ciudades grandes.
Durante lo que Hugh E. Richardson llamó «la ocupación de las tropas chinas» en 1952, la población era de aproximadamente 8 000 habitantes. «Lhasa, la capital, es la ciudad más grande con una población, antes de la ocupación china en 1952, de unos 25 000-30 000 —45 000-50 000 si se contabiliza la población de los grandes monasterios de sus alrededores—. Shigatse y Gyantse, muy cerca unas de otras a unos 193 km de Lhasa, le seguían en tamaño y tenían poblaciones de 12 000 y 8000 habitantes, respectivamente».

## Economía
Gyantse fue célebre antaño por sus alfombras. Al sur de la ciudad, la región de Khampa Dzong, era la sede de un artesanado familiar. Cercana a la colina de la fortaleza, la fábrica de tapices logró ser un centro de producción de calidad. La fabricación se ha hecho siempre a mano. Es posible visitar los talleres.

## Transporte

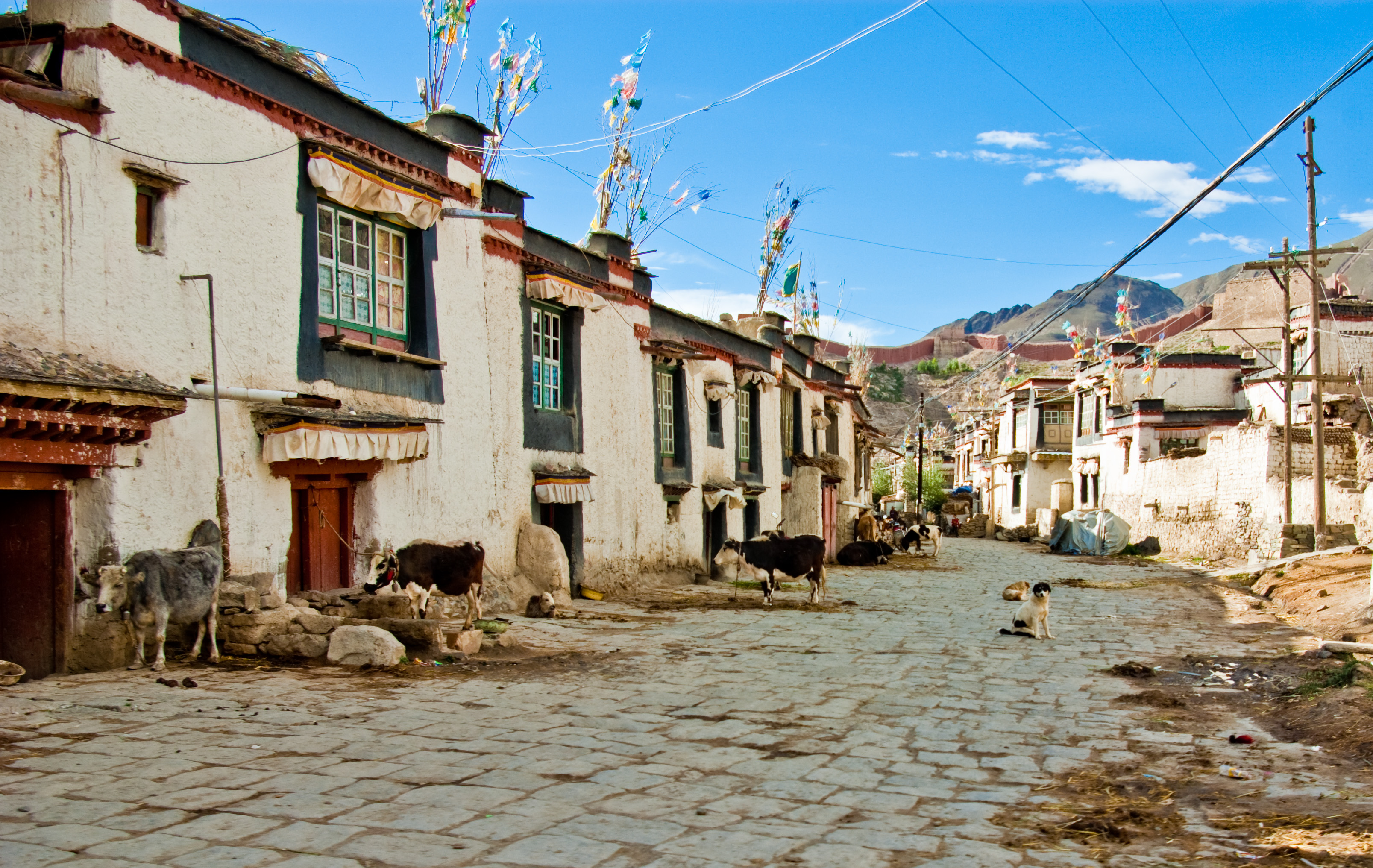
Una calle antigua de la ciudad (2009).

La ciudad está ubicada en el valle de río Nyang Chu (Shigatse), un afluente del Brahmaputra), en el cruce de las antiguas carreteras comerciales del valle de Chumbi, de Yatung y del Sikkim. Desde Gyantse, las carreteras llevan a Shigatse, 90 km al sur, y también del desfiladero de Karo La al Tíbet central.
La construcción en 1991 de la nueva carretera del Sur ha preservado la vieja ciudad del desarrollo urbano. Al norte y al oeste, de una y otra parte de la gran carretera que lleva al monasterio, se extiende la vieja ciudad. Al sur y al este, despunta un barrio moderno.

## Patrimonio

### La fortaleza o dzong
Ubicado sobre una eminencia rocosa – el monte Dzongri – en la parte sur de la ciudad, el dzong de Gyantse portegía los accesos meridionales por el río accesos por el río Brahmaputra y por la carretera de Lhasa.
Sufrió destrucciones debidas a descargas de artillería de la expedición Younghusband en 1904 y después nuevamente en los años 1960.
Dentro de la fortaleza, se encuentra un pequeño templo dedicado al Buda Gautama, que está adornado con frescos que se conservan en mal estado, como el que representa a Avalokiteshvara.

### El museo
Hay en medio de la fortaleza, un museo del imperialismo británico que relata la batalla que libraron las tropas tibetanas con las de Francis Younghusband durante la Expedición militar británica al Tíbet (1903–1904); también contiene la reconstrucción de una antigua oficina de recaudación, mazmorras, una capilla y una sala de torturas.

### Monasterios Palcho y Kumbum

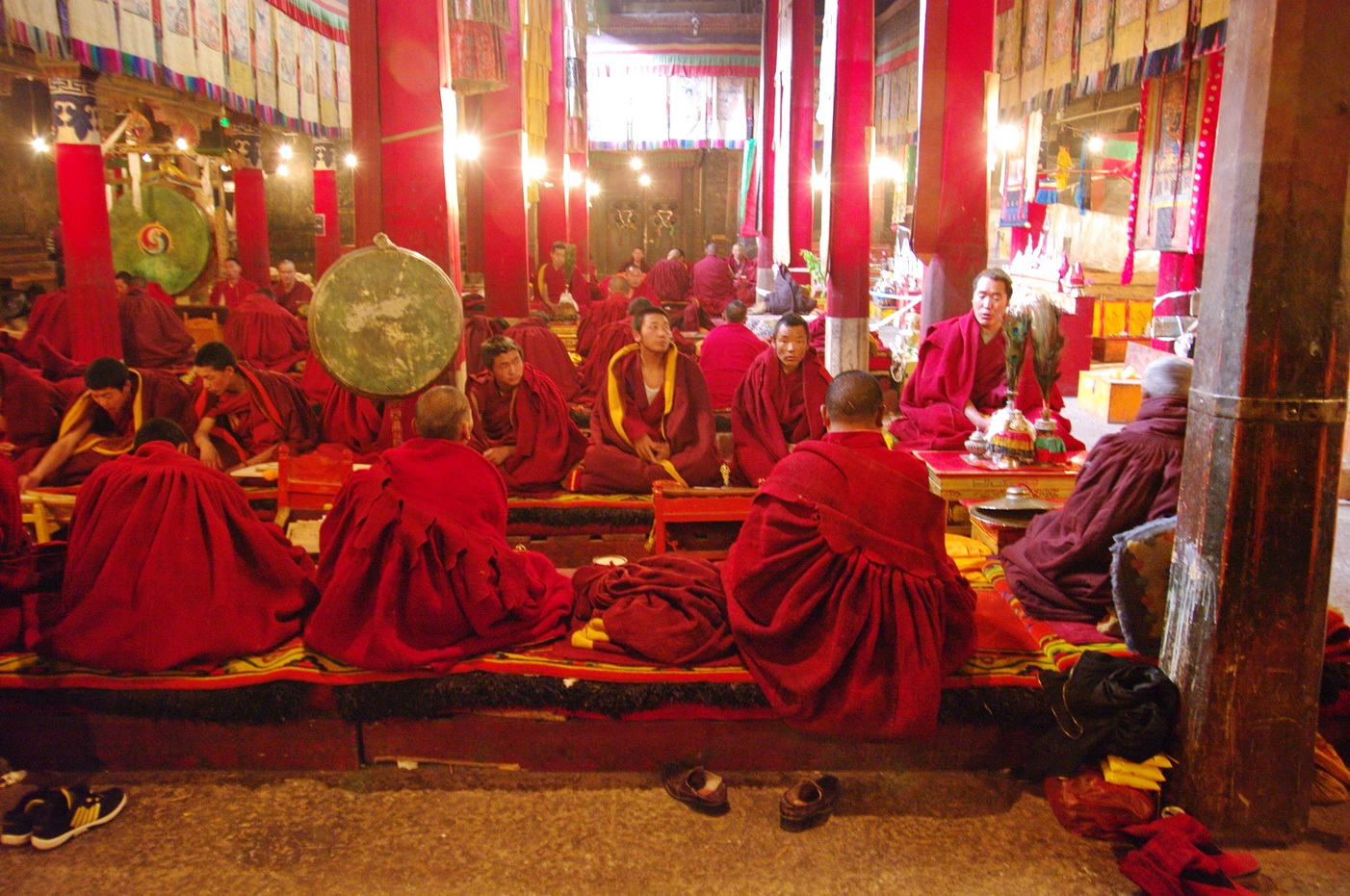
Ceremonia en el monasterio de Palcho en 2010.

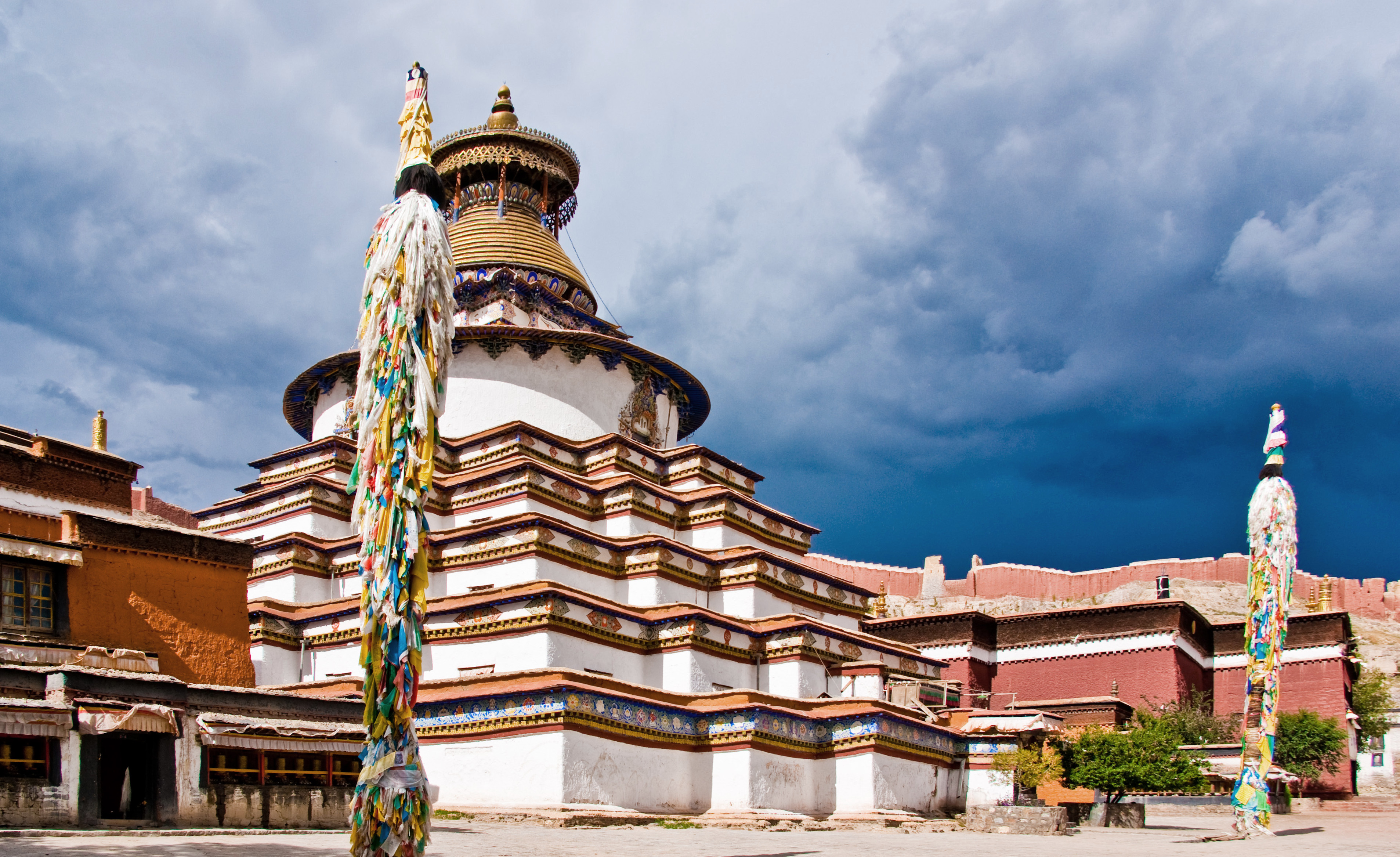
El kumbum (2009).

Dentro del recinto amurallado, cohabitaban antaño 16 colegios pertenecientes a los linajes gélougpa, sakyapa y boutönpa. En 2005, no quedaba más que un colegio sakyapa, transformado en casa, un colegio bönpa, vacío, y el monasterio de Palcho o Pelkor Chode.
El monasterio alberga el kumbum o kombum (literalmente, 100 000 imágenes), el chörten más grande del Tíbet. Construido en 1447 por Rabten Kunzang, príncipe de Gyantse, constituía un centro importante de la escuela Sakya del budismo tibetano. Este edificio escalonado contiene 77 capillas en 6 niveles, decoradas con más de 10 000 murales, cuyo número demuestra una fuerte influencia nepalí. Son las últimas de este tipo en Tíbet. En sus cuatro caras, los ojos de los cuatro Budas atestiguan que el kumbum es obra de artistas newars venidos de Nepal. Muchas estatuas de arcilla restauradas son de menor calidad artística que las originales destruidas, sin embargo son espectaculares. Mayhew and Michael , El chörten posee una torre dorada que lleva en su remate un parasol de metal afiligranado.
En el ángulo noreste de su recinto, en la ladera de la colina, el monasterio también contiene un alto muro con thangkas, sobre el que se suspenden, durante los meses de verano grandes thangkas (tapices budistas).

### Monumento a los héroes de la ciudad

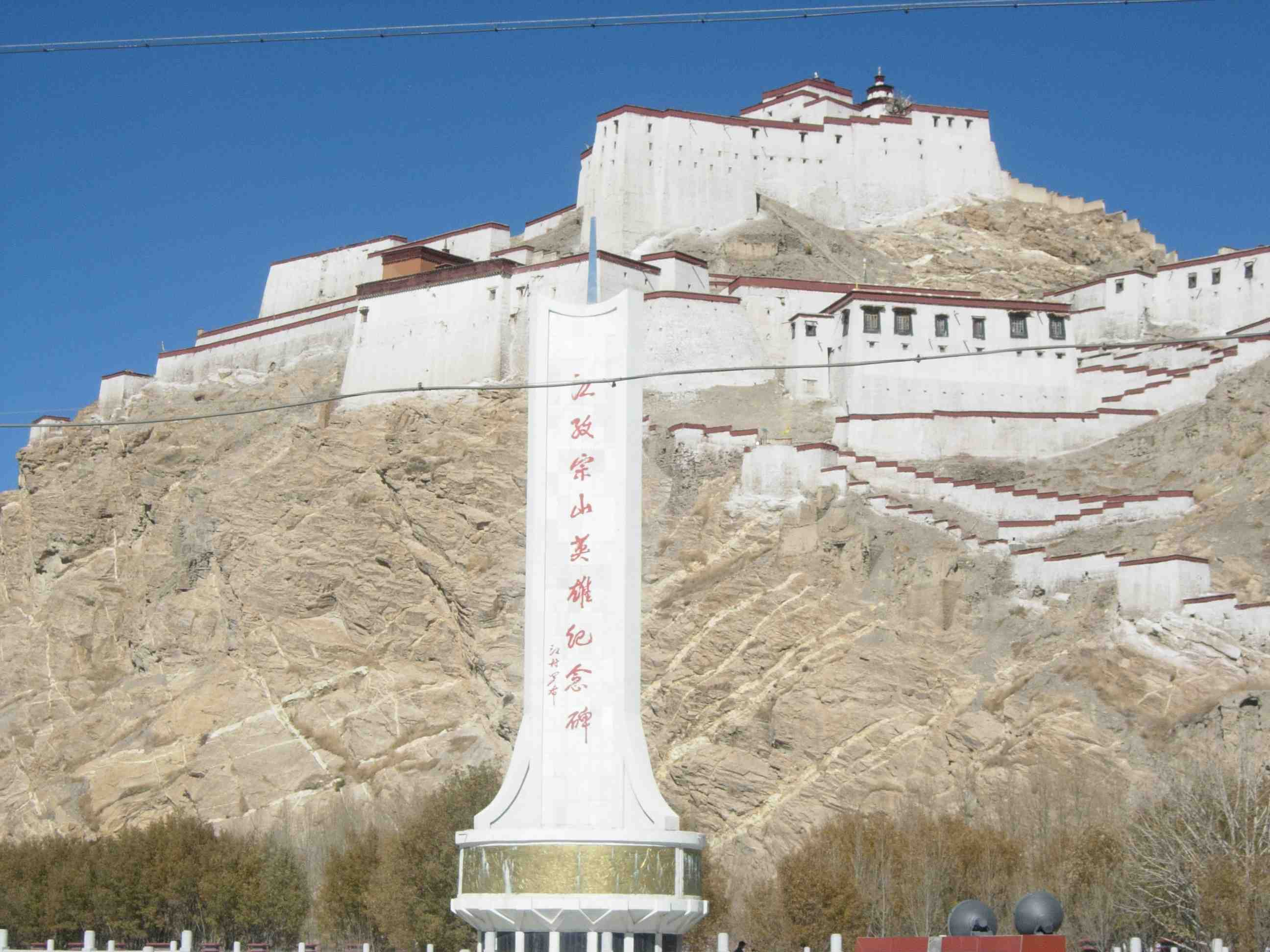
El monumento a los héroes de la ciudadela de Gyantse (2005).

Por debajo de la fortaleza, en medio de una explanada, hay un obelisco con tres lados cóncavos, erigido a finales de la década de 1990 en homenaje a los combatientes tibetanos que defendieron la ciudad contra la fuerza expedicionaria británica de Younghusband. Construido en hormigón y recubierto de mármol, se sustenta sobre una plataforma circular. En una de las caras de obelisco, se lee la inscripción en inglés Gyantse Mount Dzong Monument to Heroes ("Monumento a los héroes de la ciudadela de Gyantse"), que se repite en chino en la segunda cara y en tibetano en la tercera. En contorno de la plataforma, se tallaron bajorrelieves con escenas de la batalla.

## Galería

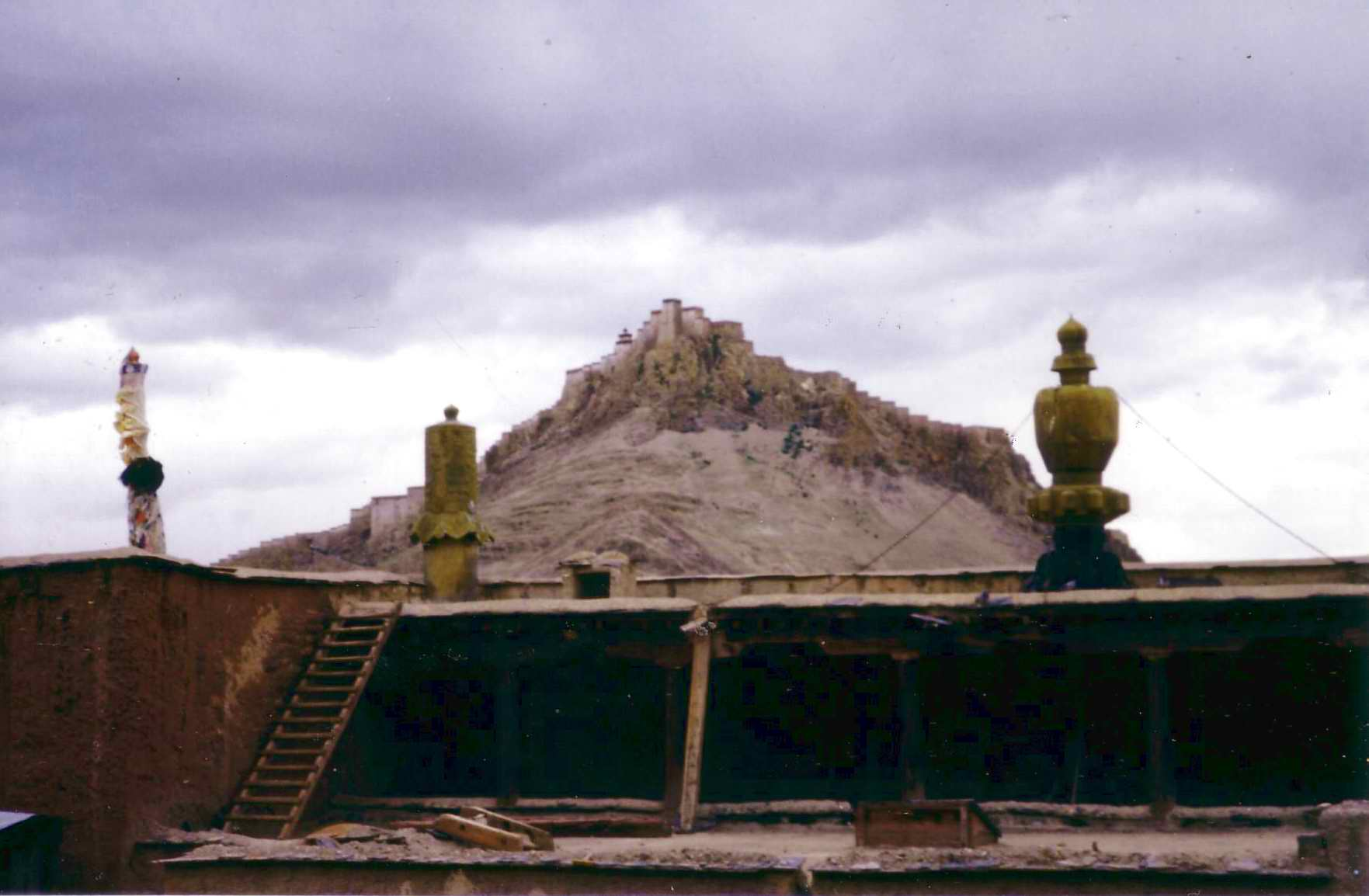
El dzong visto desde el tejado del kumbum (1993)
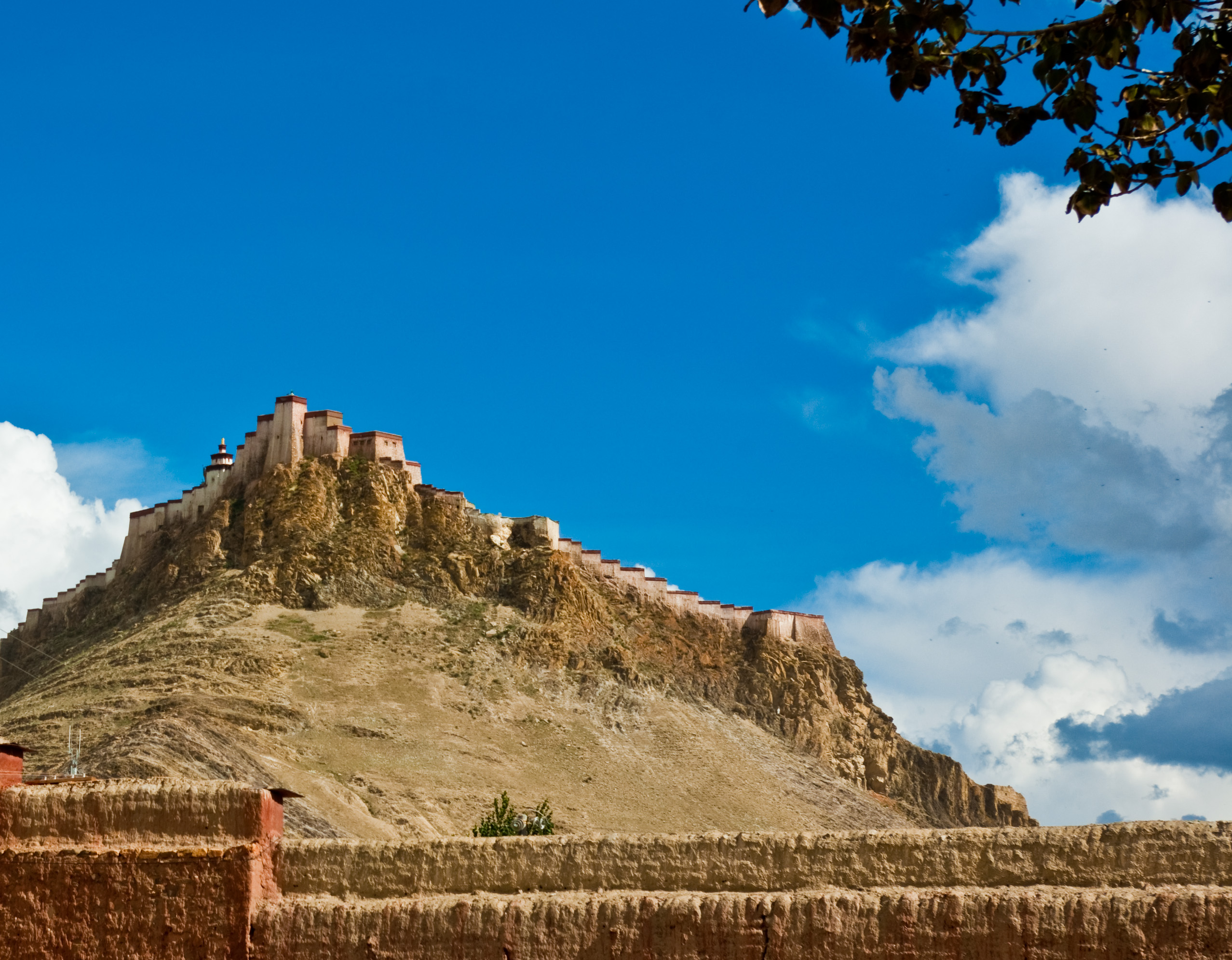
Las torres y las murallas que se recortan sobre la colina (2009).
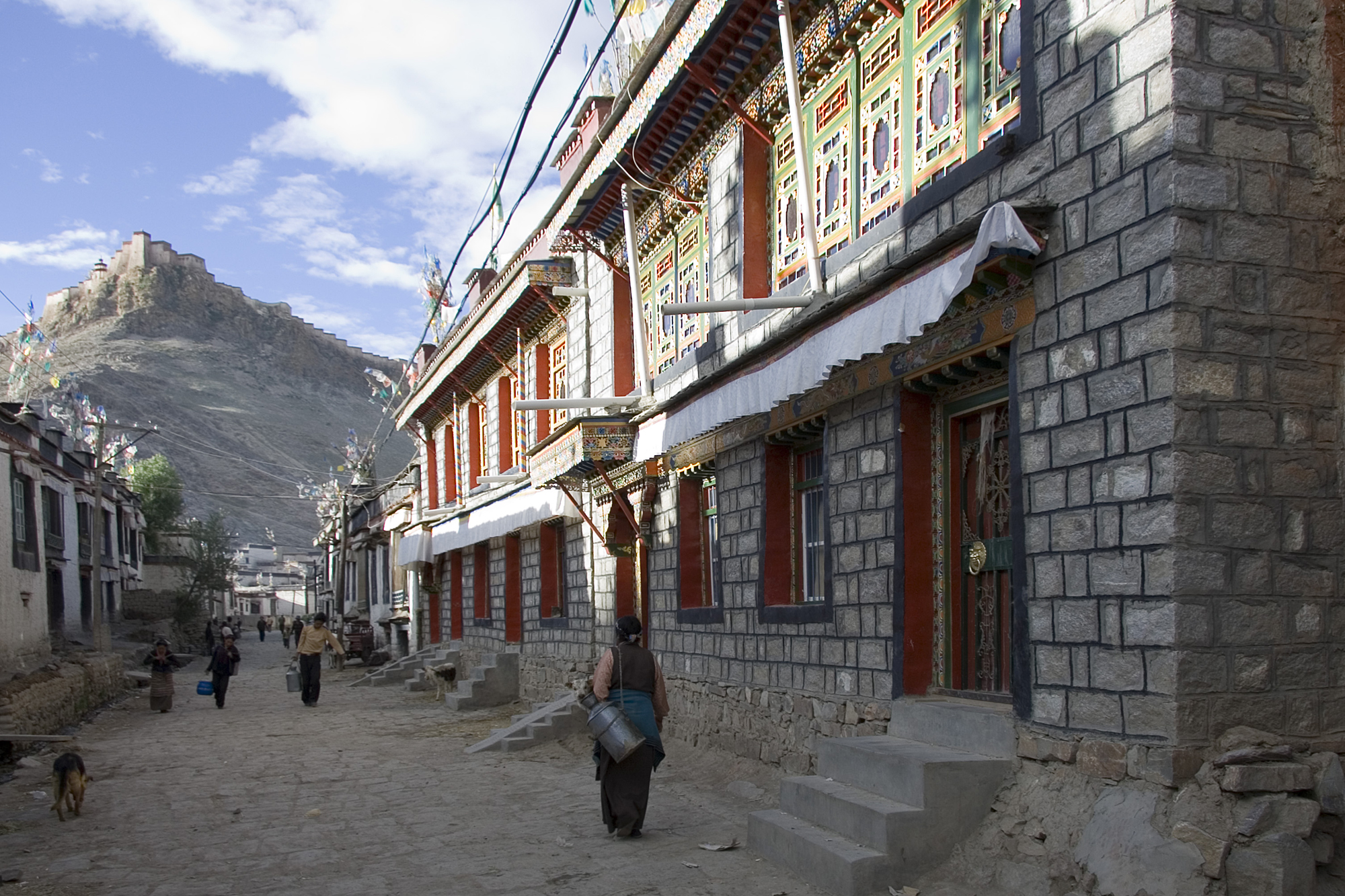
Una calle de la ciudad vieja (2006).
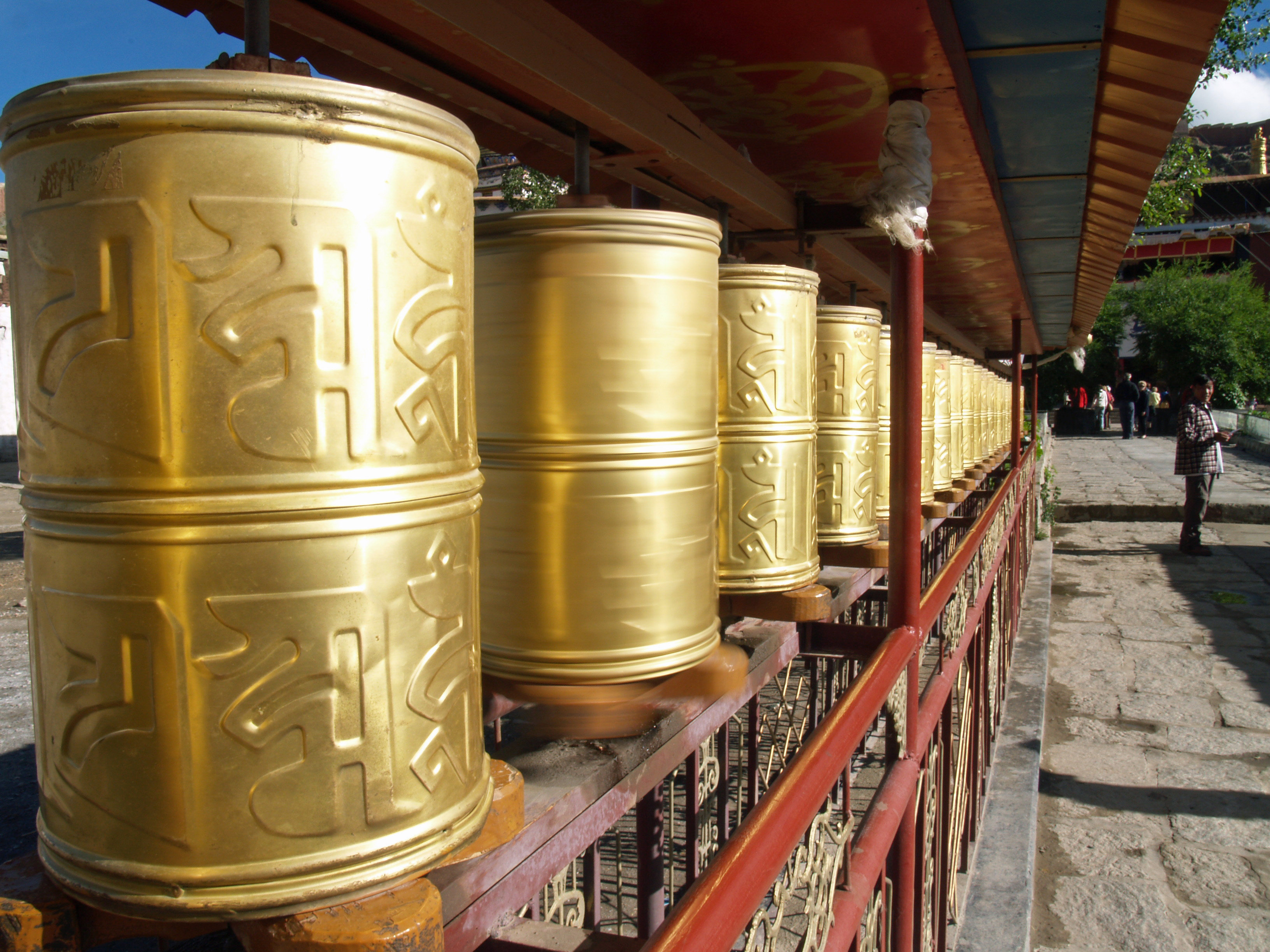
Molinillos de oraciones (2007).

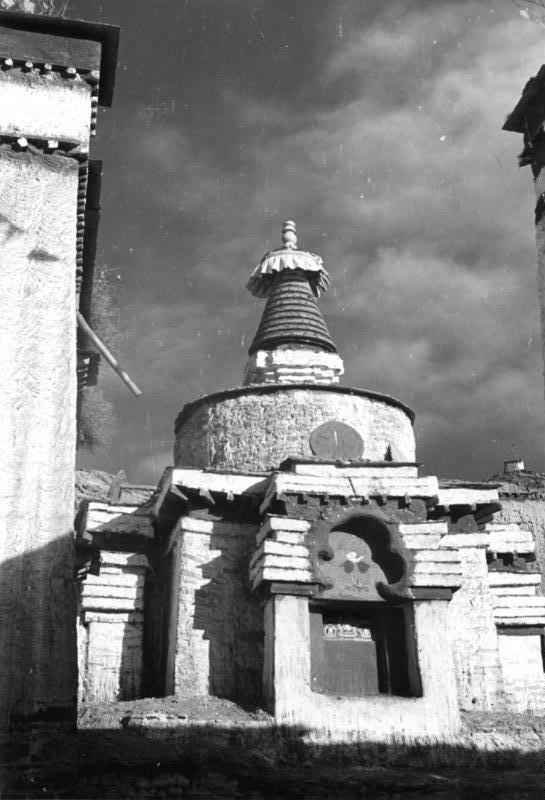
Pequeño chorten (1938).
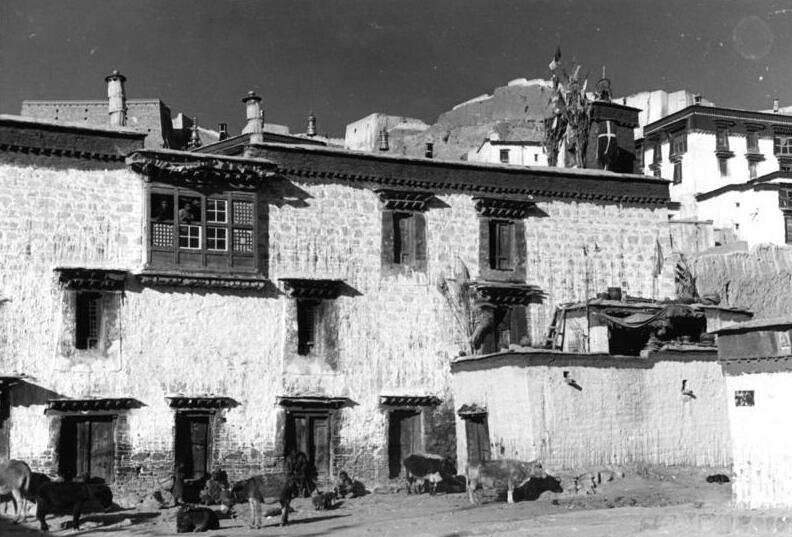
Edificio (1938).
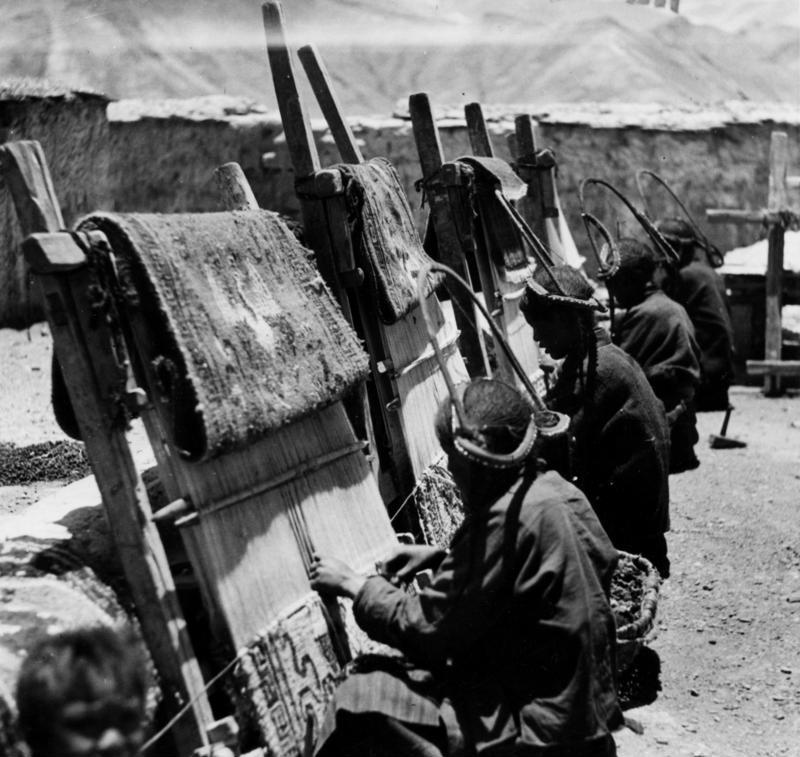
Tisseuses a la coiffure elaborada (1938)
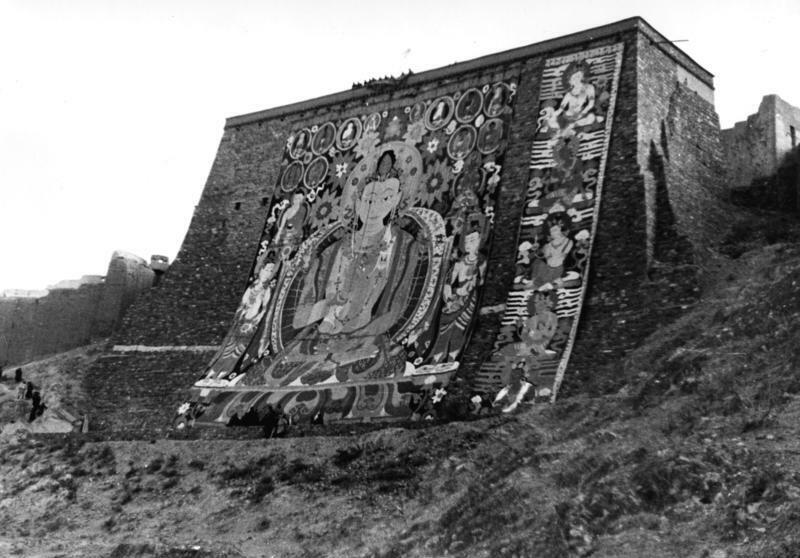
Muro con thangkas durante una fiesta (1938)

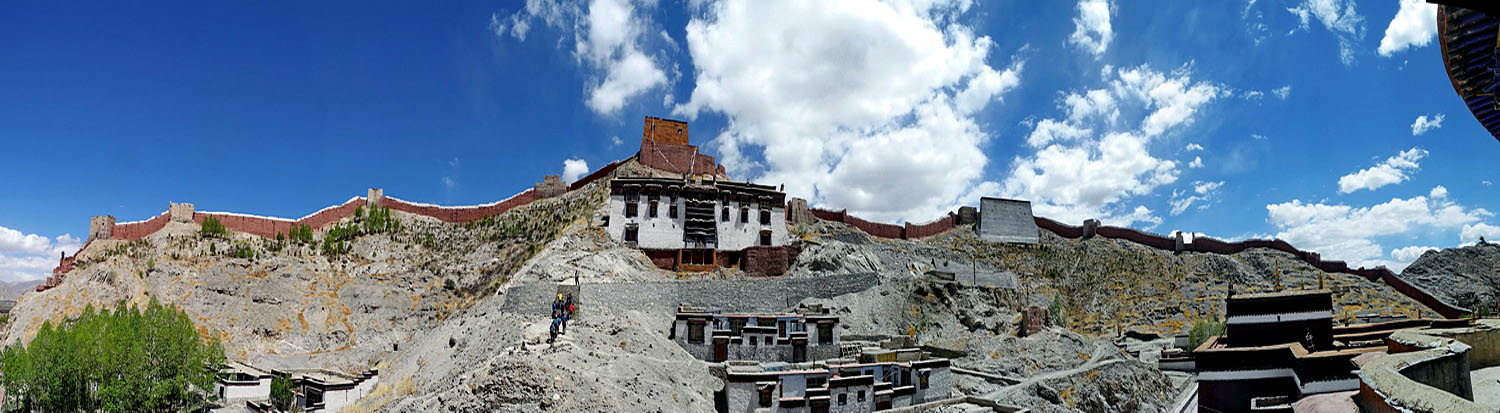
Monasterio del Pekor Chode (2012).
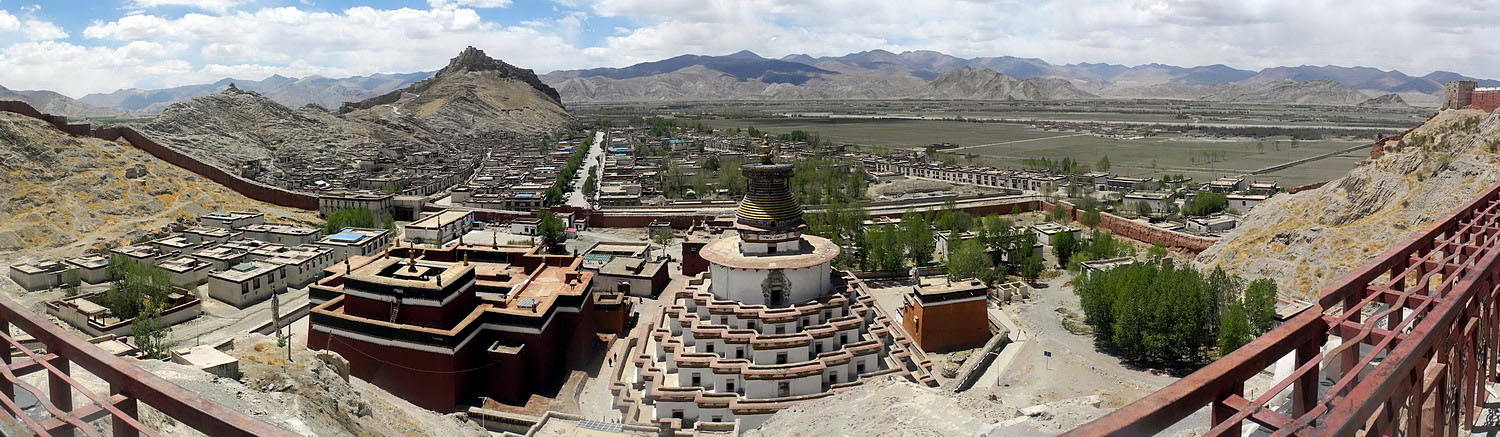
Monasterio del Pekor Chode (2012).
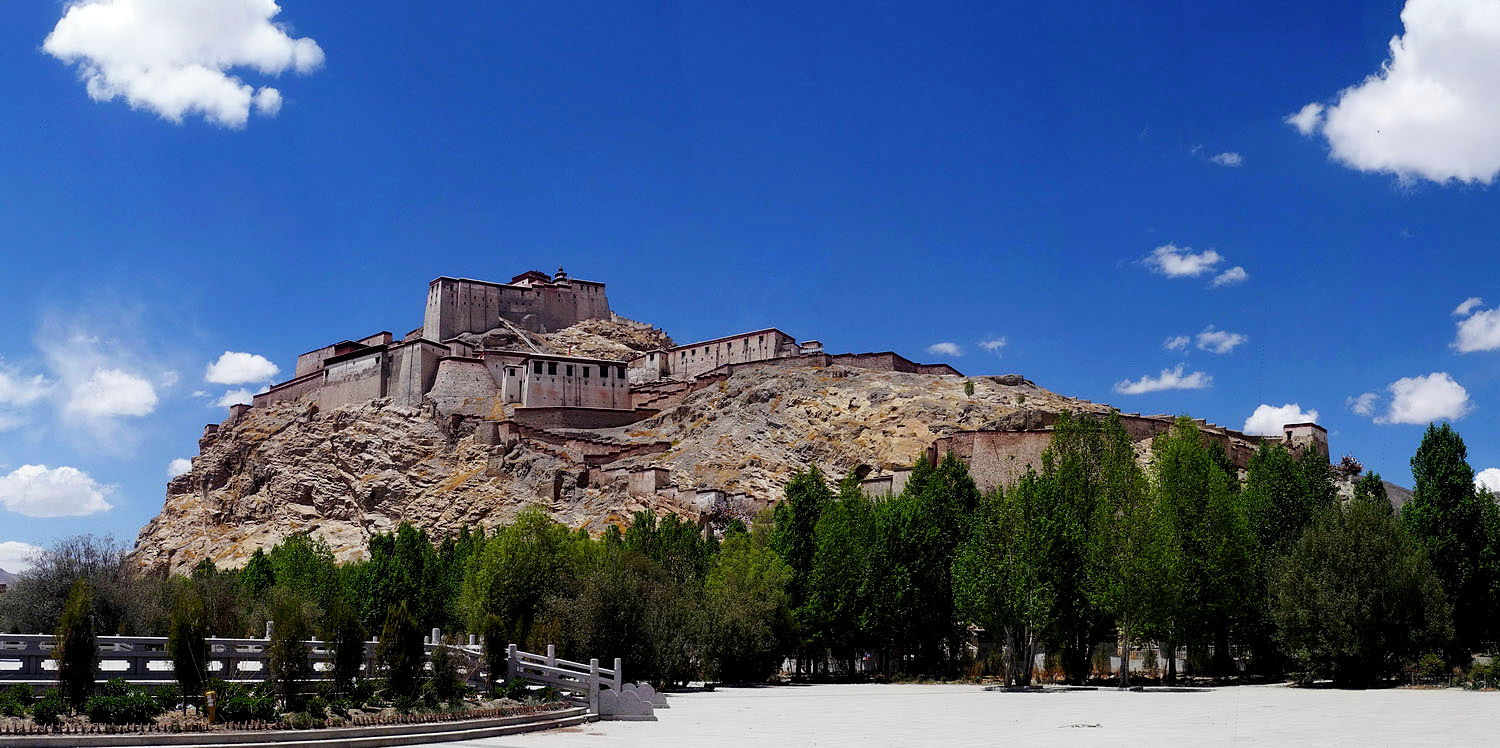
El dzong (ciudadela).